# Щепалин, Владимир Михайлович
Владимир Михайлович Щепалин (5 августа 1966 года, Воткинск) — советский и российский вратарь по хоккею с мячом. Мастер спорта международного класса (1998), мастер спорта России (1994). Чемпион мира среди юношей 1983 года, чемпион России по мини-хоккею 1994, 1995, 1999 годов, серебряный призёр Чемпионата мира по ринк-бенди 1996 года, чемпион мира по ринк-бенди 1998 года, финалист Кубка России 2000 года. В чемпионатах России провёл 255 матчей.
Играл за команды: «Знамя» (Воткинск) — 1982–1992, «Полёт» (Омск) — 1992 (кубок), «Родина» (Киров) — 1993–1998, «Волга»/«Волга-УАЗ» (Ульяновск) — 1999–2002, «Ракета» (Казань) — 2003–2008. 
По окончании игровой карьеры работал  в ХК «Волга» и системе МЧС России.
С 2018 году директор ФОК «Лидер» в Ульяновске. 